# Скуби-Ду! На Диком Западе
«Скуби-Ду! На Диком Западе» (англ. Scooby-Doo! Shaggy’s Showdown) — американский анимационный фильм студии Warner Bros. Animation из франшизы «Скуби-Ду». Премьера в цифровом формате состоялась 31 января 2017 года. На DVD мультфильм вышел 14 февраля 2017 года. В России мультфильм транслировался в феврале 2021 года на канале Boomerang. В оригинале мультфильм называется «Скуби-Ду! Разборки Шегги».

## Сюжет
Банда отправляется в западную деревню в гости к кузену Шэгги. Но город опустел, поскольку призрачный ковбой, который оказывается предком Шэгги, преследует его. Тем временем Шэгги обнаруживает, что у него есть природный талант к верховой езде. Но с аллергией Велмы разгадать эту загадку становится все труднее.

## Роли озвучивали
| Актёр               | Перснонаж             |
| ------------------- | --------------------- |
| Фрэнк Уэлкер        | Скуби-Ду / Фред Джонс |
| Мэттью Лиллард      | Шэгги Роджерс         |
| Грей Делайл         | Дафни Блэйк           |
| Кейт Микуччи        | Велма Динкли          |
| Карлос Алазраки     | Ларри                 |
| Макс Чарльз         | Бадди Джи             |
| Гэри Коул           | Рейф                  |
| Джессика Ди Чикко   | Дездемона Гандерсон   |
| Таня Гунади         | Кэрол                 |
| Нолан Норт          | Дэвид                 |
| Стивен Тоболовски   | Энди Гандерсон        |
| Лорен Том           | Шарон                 |
| Мелисса Вилласенор  | Тони Роджерс          |
| Кари Уолгрен        | Мидж Гандерсон        |
| Гари Энтони Уильямс | Повар                 |
| Джон Шваб           | Щёголь Джек Роджерс   |